# Apasmara
Apasmara (en sànscrit: अपस्मार, romanitzat: Apasmāra) és un nan que representa la ignorància espiritual i el discurs sense sentit en la mitologia índia. També és conegut com Muyalaka o Muyalakan.
El sufix smāra (de smaranam, «enunciats» o «memorització») significa «memòria», no «parla». El compost apasmāra significa «pèrdua de memòria/demència/amnèsia», és a dir, parla o ego sense sentit o inintel·ligible (ahaṁkāra). El concepte de malaltia aiurvèdica «apasmāra» es referia a certs trastorns neurològics que tenien una pèrdua de memòria (no de parla) com a símptoma.

## Hinduisme

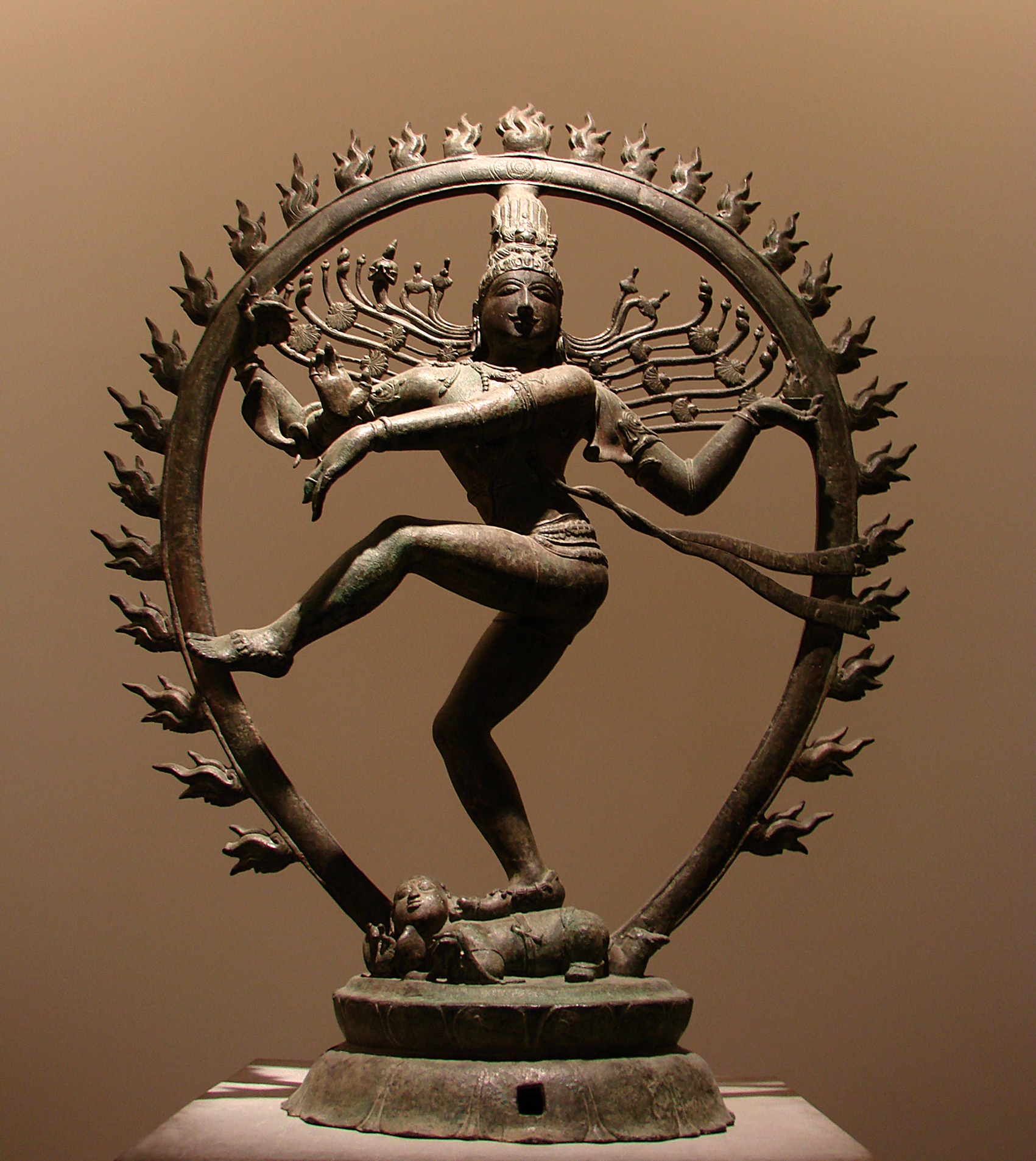
Nataraja ballant la dansa còsmica de la creació, la destrucció i la mokxa sobre Apasmara

Per a preservar el coneixement al món, Apasmara ha de ser sotmès, no assassinat, ja que fer-ho pertorbaria l'equilibri necessari entre el coneixement espiritual i la ignorància. Matar Apasmara simbolitzaria l'assoliment del coneixement sense l'esforç, la dedicació ni el treball essencial necessaris, i això comportaria la devaluació del coneixement en totes les seves formes. Per a sotmetre Apasmara, Xiva va adoptar la forma de Nataraja, el Senyor de la Dansa, i va realitzar la dansa còsmica de la tāṇḍava. Durant aquest ball, Nataraja va reprimir Apasmara aixafant-lo amb el peu dret. Com Apasmara és un dels pocs dimonis destinats a la immortalitat, es creu que Xiva roman per sempre en la seva forma Nataraja sotmetent Apasmara per a l'eternitat.
El peu dret de Nataraja està plantat directament sobre una horrible criatura subhumana: el dimoni, Muyalaka. Un nan, però immensament poderós en la seva malignitat. Muyalaka és l'encarnació de la ignorància, la manifestació d'un egoisme cobdiciós i possessiu. Estampa'l, trenca-li l'esquena! I això és precisament el que està fent Nataraja trepitjant el petit monstre sota el seu peu dret. Però observeu que no és el peu trepitjador que assenyala amb el dit sinó el peu esquerre, el peu que, mentre balla, està en l'acte d'aixecar del terra. Aquest peu aixecat, aquest desafiament ballant a la força de la gravetat, és el símbol d'alliberament, de mokxa.
Apasmara també és visible en les representacions de Dakshinamurti, una altra forma de Xiva com a guru que imparteix la saviesa dels Xastras als savis. La representació d'Apasmara amb Dakshinamurti és molt semblant a la que s'associa amb Nataraja, essent aixafat pel peu dret i sotmès.
El concepte d'Apasmara a la medicina aiurvèdica es relaciona amb un grup de malalties neurològiques, una de les quals es pot identificar amb l'epilèpsia. Segons Maharṣi Caraka, hi ha 4 tipus d'apasmāra: Vataja, Pitaja, Kapahaja i Sannipataja. Aquests poden estar relacionats amb condicions associades a la pèrdua de memòria com l'amnèsia i la demència o l'epilèpsia del lòbul temporal amb estats de fuga o histèria.